# Winston (cigarettmärke)

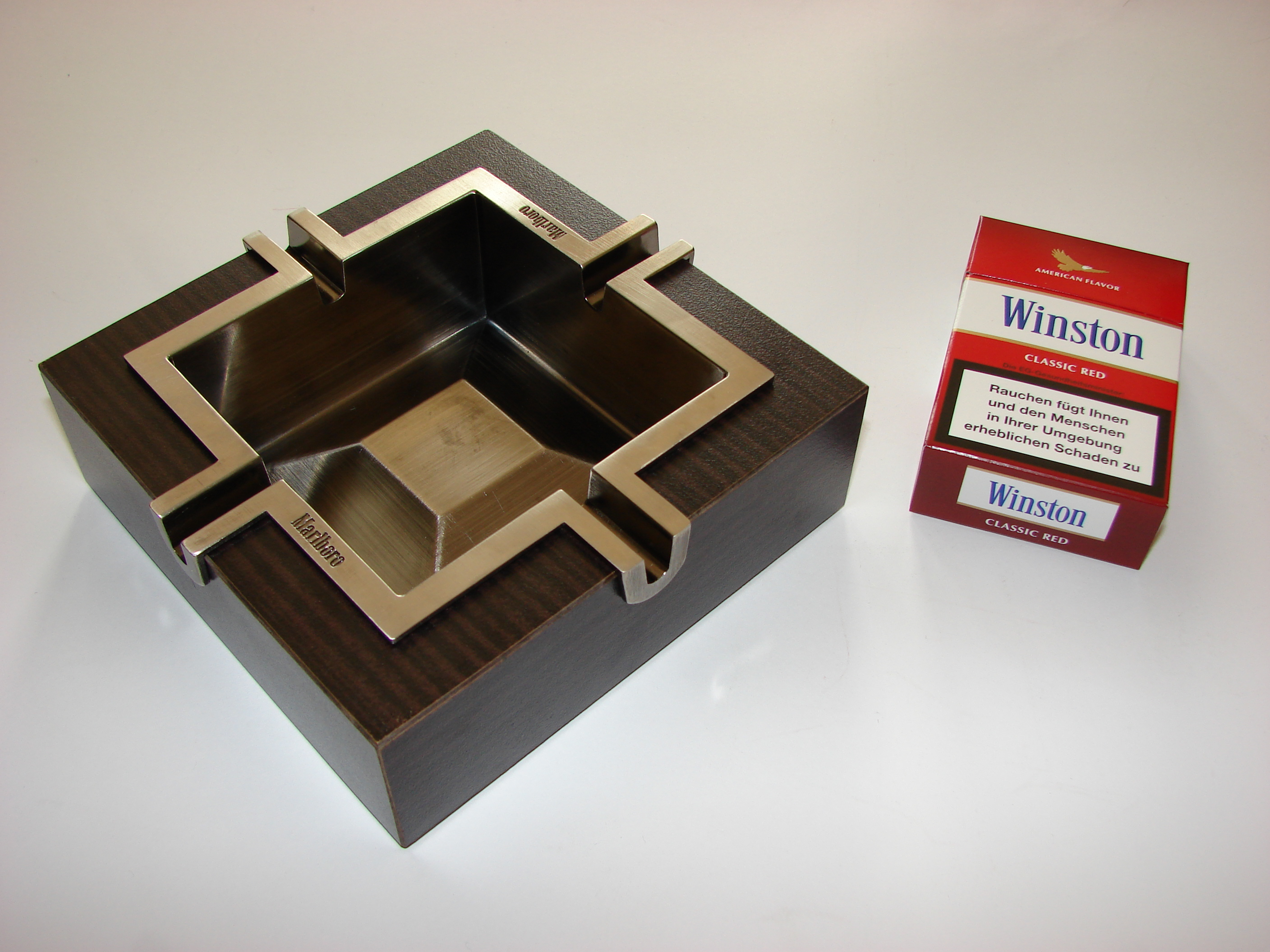
Ett paket Winston bredvid en askkopp märkt Marlboro.

Winston är ett amerikanskt cigarettmärke som är tillverkas av R.J. Reynolds Tobacco Company. Märket introducerades 1954 och blev snabbt USA:s populäraste märke[källa behövs]. Märket Winston är näst störst efter L&M.
I Sverige tillverkas och säljs varumärket Winston av tobaksföretaget JTI Sweden AB.